# 尼古拉·西米翁
尼古拉·西米翁（羅馬尼亞語：Nicolae Simion，1952年5月17日—），罗马尼亚男子赛艇运动员。他曾代表罗马尼亚参加世界赛艇锦标赛，获得一枚铜牌。他也曾参加1976年和1980年夏季奥林匹克运动会。